# Trogon melanocephalus
La coa cabeza negra, coa-coa cabecinegra, viuda amarilla, surucuá de cabeza negra, trogón cabecinegro, trogón de cabeza negra o togón cabeza negra (Trogon melanocephalus) es una especie de aves de la familia  Trogonidae.

## Distribución y hábitat
Se encuentra en Belice, Costa Rica, El Salvador, Guatemala, Honduras, México, y Nicaragua. Su hábitat natural son los bosques secos subtropicales o tropicales, los húmedos bosques de las tierras bajas y los antiguos bosques degradados.